# A fost odată în Anatolia
A fost odată în Anatolia (în turcă Bir Zamanlar Anadolu’da) este un film bosniaco-turcesc dramatic din 2011. Este regizat, co-scris și co-produs de Nuri Bilge Ceylan, cu actorii Muhammet Uzuner, Yılmaz Erdoğan și Taner Birsel în rolurile principale. Filmul este bazat pe experiența reală a unuia dintre scriitorii filmului, prezentând povestea unui grup de oameni care caută un cadavru în stepa anatoliană.  Filmul, care a fost lansat în Turcia la 23 septembrie 2011, a avut premiera internațională la Festivalul de Film de la Cannes din 2011, unde a fost unul dintre câștigătorii Marelui Premiu (Grand Prix), alături de filmul Băiatul cu bicicleta (în franceză Le gamin au vélo) regizat de Luc Dardenne şi Jean-Pierre Dardenne.
Un grup de polițiști condus de comisarul Naci caută corpul ascuns al unui anumit Yașar în stepele din Anatolia. Polițiștii sunt însoțiți de procurorul Nusret și de medicul Jemal, care trebuie să înregistreze moartea lui Yașar. Suspectul Kenan, care a mărturisit comiterea crimei, ar trebui să le arate unde se află corpul, dar nu își poate aminti exact locul...

## Distribuție
- Muhammet Uzuner - medicul legist Cemal
- Yılmaz Erdoğan - comisarul Naci
- Taner Birsel - procurorul Nusret
- Ahmet Mümtaz Taylan - Chauffeur Arap Ali
- Fırat Tanıș - Suspect Kenan
- Ercan Kesal - Mukhtar
- Cansu Demirci - Mukhtar's Daughter
- Erol Erarslan - Murder Victim Yașar
- Uğur Arslanoğlu - Courthouse Driver Tevfik
- Murat Kılıç - Police Officer İzzet
- Șafak Karali - Courthouse Clerk Abidin
- Emre Șen - Sergeant Önder
- Burhan Yıldız - Suspect Ramazan
- Nihan Okutucu - soția lui Yașar, Gülnaz

## Premii și nominalizări
În 2011 a primit Marele Premiu (Grand Prix) al juriului Festivalului de Film de la Cannes. În 2011 a primit Premiul NETPAC (Network for the Promotion of Asian Cinema) la Festivalul Internațional de Film de la Karlovy Vary.

## Legături externe
- A fost odată în Anatolia la Internet Movie Database
- A fost odată în Anatolia la CineMagia